# Mytilus planulatus
Mytilus planulatus — вид мідій. Належить до видового комплексу Mytilus edulis. Поширений біля узбережжя Австралії, Тасманії і Нової Зеландії. Живе у береговій зоні на глибині до 100 м. 

## Опис
Виростає завдовжки 6-10 см. Панцир зазвичай синьо-чорний, але може бути блідо-коричневим, особливо в молодому віці. Мешкає між скелями та морськими водоростями, зазвичай у скупченнях, особливо на помірно відкритих берегах. 